# 正膦

正膦的結構

正膦（IUPAC名稱：λ5-phosphane）是有機化學中的官能基，其中含有5價的磷，其通式為PR5。其對應的氫化物是不穩定的PH5分子。其衍生物五苯基-正膦（pentaphenylphosphorane，Ph5P）是穩定的。
正膦是双三角锥形分子构型，頂上的二個鍵較其他的鍵要長。因為有未鍵結的分子軌域，因此是超价分子，就像分子五氟化磷一樣。
有R3P=CR2型式的正膦更常見也更重要，正膦也是葉立德的一種共振結構之一。這種化合物組成一個中心是磷的的四面體，包括一個磷和碳的雙鍵。這種化合物可用作维蒂希反应的試劑，例如亚甲基三苯基膦，Ph3P=CH2。

## 例子
沒有取代基的正膦氢化物是假想化合物PH5。
五苯基磷Ph5P是穩定的化合物。
五烷氧基正膦較常和有負電性的取代基一起出現，不過已知P(OR)5（R表示烷基）可以用phosphites和烷基苯磺酸來製備
P(OR)
3  +  2 ROSC
6H
5   →   P(OR)
5  +  (SC
6H
5)
2

## 威悌試劑
R3P=CR2型式的正膦比較常見，也比較重要。目前也認為正膦是𬭩内盐共振結構中的一種，其化合物有四面體的磷中心，其中有磷–碳的雙鍵。這類化合物可以用做维蒂希反应的反應物，例如亚甲基三苯基膦或Ph3P=CH2。